# Fiat Siena
Der Fiat Siena ist das viertürige Stufenheckpendant zum Fiat Palio, das ab Mitte 1996 angeboten wurde. Hergestellt wurde der Siena unter anderem in Polen bei Fiat Auto Poland, in der Türkei bei Tofaş und in Argentinien bei Fiat Auto Argentina.

## Erste Generation
Der Siena wurde auch als Fiat Albea, Fiat Perla, Fiat Palio Sedan und Fiat Petra verkauft. Ab 2002 wurde er unter dem Namen Pyeonghwa Huiparam auch in Nordkorea hergestellt.
Er erfuhr wie der Palio in den Jahren 2001, 2003 und 2006 Überarbeitungen an Technik und Optik. Die letzte Überarbeitung fand 2013 in Venezuela statt, wo er zuletzt als Fiat Siena EL vom Band lief. Parallel dazu wird er seither auch als Dodge Forza produziert.

## Zweite Generation
2012 erschien auf Basis des Novo Palio auch eine neue Version des Siena. Sie ist größer als der Vorgänger und wurde daher auch als Grand Siena vermarktet, wo das alte Modell weiterhin erhältlich war. In Mexiko wurde ein baugleiches Modell als Dodge Vision angeboten.

### Technische Daten
|                            | 1.0 Evo              | 1.4 Evo              | 1.4 Evo GNV          | 1.6 16V               |
| Bauzeitraum                | 2017–2021            | 2017–2021            | 2012–2017            | 2012–2018             |
| Motorkenndaten             |                      |                      |                      |                       |
| Motortyp                   | R4-Ottomotor         | R4-Ottomotor         | R4-Erdgasmotor       | R4-Ottomotor          |
| Hubraum                    | 999 cm³              | 1368 cm³             | 1368 cm³             | 1598 cm³              |
| max. Leistung bei min−1    | 55 kW (75 PS) / 6000 | 65 kW (88 PS) / 5750 | 55 kW (75 PS) / 5750 | 86 kW (117 PS) / 5500 |
| max. Drehmoment bei min−1  | 97 Nm / 3850         | 123 Nm / 3500        | 105 Nm / 3500        | 165 Nm / 4500         |
| Kraftübertragung           |                      |                      |                      |                       |
| Antrieb                    | Vorderradantrieb     | Vorderradantrieb     | Vorderradantrieb     | Vorderradantrieb      |
| Messwerte                  |                      |                      |                      |                       |
| Höchstgeschwindigkeit      | 161 km/h             | 175 km/h             | 175 km/h             | 194 km/h              |
| Beschleunigung, 0–100 km/h | 15,8 s               | 12,5 s               | 15,1 s               | 9,9 s                 |